# Hosokawa Mitsunao
Hosokawa Mitsunao est un nom japonais traditionnel ; le nom de famille (ou le nom d'école), Hosokawa, précède donc le prénom (ou le nom d'artiste).
Hosokawa Mitsunao (細川 光尚, 26 octobre 1619-28 janvier 1650) est un daimyo du début de l'époque d'Edo.

## Biographie
Mitsunao, né en 1619, est le fils ainé de Hosokawa Tadatoshi. En 1637, il accompagne son père pour soumettre la rébellion de Shimabara. En 1641, il succède à son père comme daimyo du domaine de Kumamoto.
La répression de la rébellion de la famille Abe par Mitsunao en 1642 est célèbre en raison du roman[Lequel ?] qu'en a tiré Mori Ōgai.

## Source de la traduction
- (en) Cet article est partiellement ou en totalité issu de l’article de Wikipédia en anglais intitulé « Hosokawa Mitsunao » (voir la liste des auteurs).